# 銀色債券
銀色債券（英文：silver bond）是香港政府自2016年開始發行的零售債券，只限年滿60歲（2016至2020年期間為65歲）的香港身份證持有人購買，息率為綜合物價消費指數過去六個月的變化平均值，並設有保證最低息率（依據發行年份而不同，2016-17年為2%，2018-19為3%，2020及其後為3.5%）。

## 概要
至今所發行的銀色債券均為3年期，認購量及交易單位為港幣10,000元及其倍數，不設二級市場，到期前需要套現的話只能要求政府按照票面價值連應付利息回購。市民可透過20間指定的配售銀行及部分證券行申請。如持有人不幸在債券到期前過身，可作為一般財產依法轉讓給繼承人，即使他們未年滿65歲。
| 發行編號  | 發行日         | 到期日         | 發行量        |
| --------- | -------------- | -------------- | ------------- |
| 03GB1908R | 2016年8月12日  | 2019年8月12日  | 港幣30億      |
| 03GB2006R | 2017年6月23日  | 2020年6月23日  | 港幣30億      |
| 03GB2112R | 2018年12月17日 | 2021年12月17日 | 港幣30億      |
| 03GB2207R | 2019年7月29日  | 2022年7月29日  | 港幣30億      |
| 03GB2312R | 2020年12月14日 | 2023年12月22日 | 港幣100-150億 |
| 03GB2408R | 2021年8月10日  | 2024年8月10日  | 港幣300億     |

## 反應
有配售銀行表示認購反應不錯，平均每位長者認購九萬元，但亦有長者嫌棄債券息率太低，稱其吸引力遠遜於香港的某些藍籌股。